# Eleccions al Parlament de Navarra de 2003
Les Eleccions al Parlament de Navarra de 2003 se celebraren el 28 de maig. Amb un cens de 464.826 electors, els votants foren 328.609 (70,70%) i 136.217 les abstencions (29,30%). Fou elegit president Miguel Sanz Sesma (UPN) com a cap de la llista més votada, mercè un acord amb CDN.
- Els resultats foren:

| ← Eleccions al Parlament de Navarra, 2003 → |         |       |        |
| Partit                                      | Vots    | %     | Escons |
| UPN                                         | 126.725 | 41,43 | 23     |
| PSN-PSOE                                    | 64.663  | 21,14 | 11     |
| IU-NEB                                      | 26.837  | 8,77  | 4      |
| Aralar                                      | 23.697  | 7,75  | 4      |
| CDN                                         | 23.427  | 7,66  | 4      |
| EA-PNB                                      | 22.824  | 7,43  | 4      |
| Batzarre                                    | 7.873   | 2,56  |        |
| PH                                          | 1.290   | 0,42  |        |
| EKA                                         | 1.017   | 0,33  |        |

A part, es comptabilitzaren 7.304 (2,22%) vots en blanc.